# Pegu (Reich)

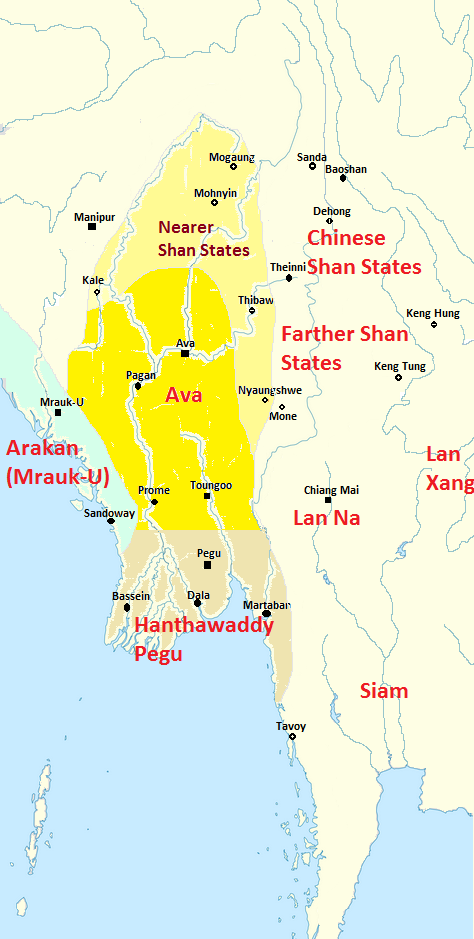
Birma um 1450: Hanthawaddy (Mon-Reich Pegu) braun dargestellt

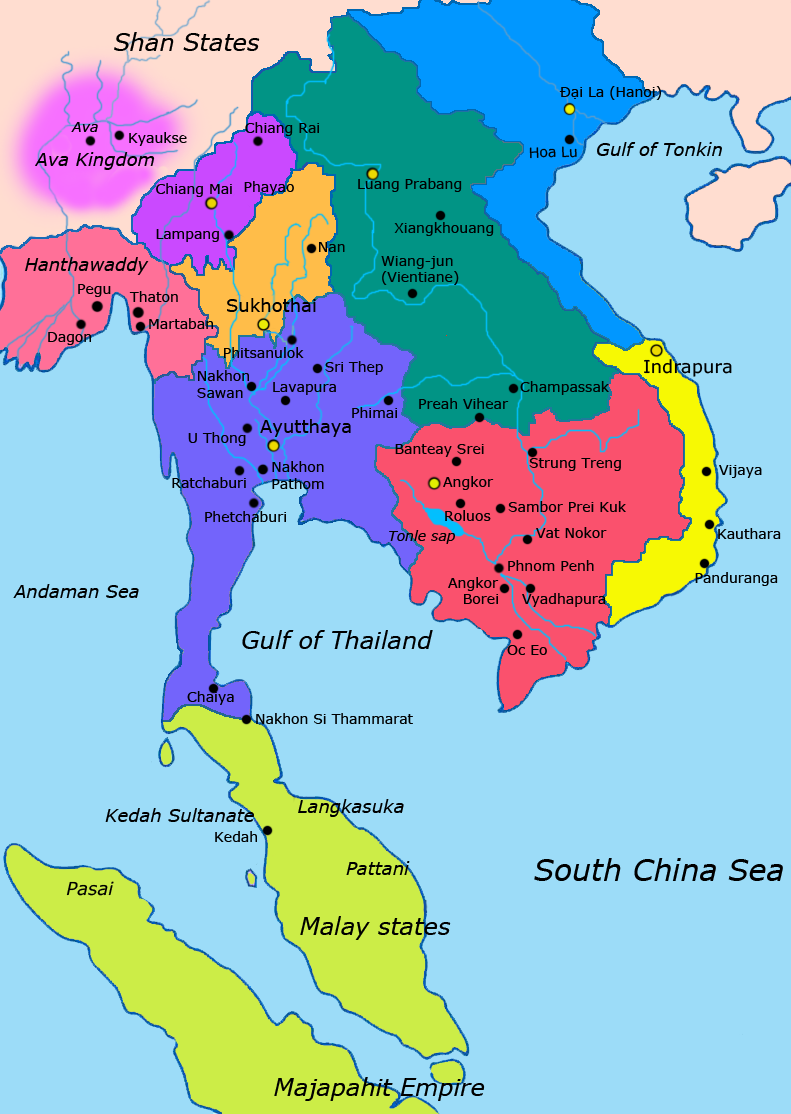
Einflussgebiete in Südostasien um 1400: Hanthawaddy rosa dargestellt

Pegu (nach seiner Hauptstadt, die heute Bago heißt), Eigenbezeichnung Hongsawatoi (Pali: Hamsavati, birmanisch: Hanthawaddy, thailändisch Hongsawadi) war ein Reich der Mon im Süden des heutigen Birma. Hanthawaddy (heute ein Bezirk der Stadt Bago) war von 1369 bis 1539 Hauptstadt des zuvor Ramannadesa („Land der Raman“) genannten Mon-Königreichs.

## Gründung
Nach der Zerstörung des Pagan-Reichs 1287 durch die Mongolen erlangten die Mon unter Wareru ihre Unabhängigkeit zurück und gründeten zwei Reiche im Süden von Birma, erst Martaban und dann Pegu. In Oberbirma dagegen gründete eine Shan-stämmige, aber birmanischsprachige Dynastie das rivalisierende Reich Ava.
Binnya U, der ab etwa 1348 König von Martaban gewesen war, verlor um 1363 die Kontrolle über seine alte Hauptstadt während einer Rebellion an den Herrscher eines benachbarten Fürstentums und zog mit seinen verbliebenen Truppen zunächst nach Wun und dann, nachdem er auch diese Stadt an seinen Rivalen verlor, nach Pegu, das zu der Zeit kaum mehr als ein Dorf war. Die günstige Lage und gute Bedingungen für Landwirtschaft beförderten wahrscheinlich den Aufstieg Pegus zu einer regional bedeutsamen Macht.
Noch zu Lebzeiten des todkranken Königs Binnya U übernahmen dessen Schwester und Schwiegersohn, die mutmaßlich ein Verhältnis hatten, die eigentliche Macht. Binnya Us Sohn Rajadhirat (birm.: Razadirat) floh zunächst, kehrte jedoch zurück und setzte sich gegen den Usurpator durch. Er regierte von 1383 bis 1421. Rajadhirat konnte Wun und 1388/89 auch Martaban zurückgewinnen. Bis 1390 unterwarf er ganz Unterbirma. Von 1385 bis 1424 lag Pegu im vierzigjährigen Krieg mit Ava, der wichtigsten Herrschaft in Oberbirma. Keine der beiden Mächte konnte den Krieg für sich entscheiden. Dies war allerdings ein Erfolg für Pegu, da Ava den Anspruch aufgeben musste, das Gebiet des alten Reiches Pagan wiederherzustellen, das bis ins 13. Jahrhundert das ganze heutige Birma beherrscht hatte.

## Blütezeit
Anschließend folgte die Blütezeit Pegus. Das westlich gelegene Reich Arakan wurde vorübergehend zum Vasallen Pegus. Pegu unterstützte auch die südlichen Vasallen Avas, Prome und Taungu, in Aufständen gegen ihre Oberherrschaft. Das Mon-Reich war bis in die 1530er-Jahre die stärkste Macht auf dem Gebiet des heutigen Birma, während der Einfluss Avas zurückging. Rajadhirats Tochter, Königin Baña Thau (birm.: Shin Sawbu; 1453–1472), regierte friedlich. Ihr folgte ihr Schwiegersohn Dhammazedi (1472–1492), ein vormaliger buddhistischer Mönch, nach. Unter ihm wurde Pegu ein Zentrum des Handels und des Theravada-Buddhismus.
Mitte des 16. Jahrhunderts hatte sich Pegu durch den Überseehandel zu einem sehr wohlhabenden Staat entwickelt. In Oberbirma gewann dagegen das Königreich Taungu die Vorherrschaft und wurde zu einem ernstzunehmenden Rivalen. In dem Konflikt zwischen dem von Mon beherrschten Pegu und dem von ethnischen Birmanen geführten Taungu ging es um die Kontrolle von Ressourcen und Einnahmen aus dem Seehandel, nicht aber um ethnische Unterschiede. So gab es ethnische Birmanen, die für Pegu kämpften und Mon die treu zu ihren birmanischen Herrschern standen.

## Ende

Pegu als Teil Britisch-Indiens (1886)

1539 kam das Gebiet wieder unter birmanische Kontrolle, als König Tabinshweti von Taungu es seinem Reich hinzufügte und damit die Gebiete des ehemaligen Pagan-Reiches (und heutigen Birma) wieder vereinte. Als die Europäer nach Südostasien kamen, wurde Birma ein wichtiges Handelszentrum, daher verlegte die Taungu-Dynastie die Hauptstadt ihres Reiches 1539 in das strategisch günstig gelegene Pegu. 1599 wurde es während eines innerbirmanischen Krieges von den Arakanesen und deren portugiesischen und birmanischen Verbündeten teilweise zerstört. 1635 wurde die Hauptstadt wieder nach Ava verlagert.
1740, als die Macht der Taungu-Dynastie schwand, rebellierten die Mon und wurden kurzzeitig wieder unabhängig (als wieder errichtetes Reich Hongsawatoi). 1752 konnten sie Ava einnehmen und den letzten Taungu-König entführen und später hinrichten. 1757 eroberte der Führer der aufstrebenden oberbirmanischen Konbaung-Dynastie U Aung Zeya (der spätere König Alaungpaya) das Reich, tötete seinen letzten König und zerstörte die Stadt Pegu. Im folgenden Jahr gab es noch einmal einen Aufstand, den er aber niederschlug. Seitdem gelang es den Mon nicht mehr, ihre Unabhängigkeit wiederzuerlangen. 1852 wurde Unterbirma, also das Gebiet des früheren Reiches Pegu, vom Britischen Empire annektiert.